# Fantasztikus szimfónia
A Fantasztikus szimfónia (Symphonie fantastique), alcíme szerint Epizódok egy művész életéből (Épisodes de la vie d'un artiste) Hector Berlioz op. 14-es, öttételes zenekari műve. Programzenei alkotás, a mű különlegessége az „idée fixe”, a rögeszmésen vissza-visszatérő vezérmotívum, ami mindig új hangulatot, érzelmet kelt a hallgatókban. A darabhoz Berlioz részletes mesét (programot) írt, ami szerint a zenemű egy szerelmes fiatal művész álomszerű látomásairól, képzeletbéli kalandjairól szól. Ezzel a művel született meg a „romantikus szimfónia”, a szimfonikus költemények előfutára. A szimfóniát 1830-ban mutatták be Párizsban, azóta a hangversenyek népszerű darabja világszerte, hangfelvételek sora jelent meg róla a legnevesebb karmesterek és szimfonikus zenekarok közreműködésével.

## A mű születése

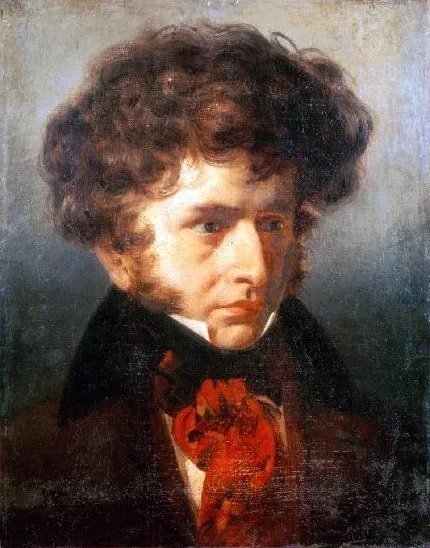
Berliozról készült festmény 1832-ből

Berlioz 1826-tól – rövid orvosi tanulmányok után – a párizsi Conservatoire hallgatója volt. Barátai, a romantikus ifjú művész generáció – Eugène Delacroix, Victor Hugo, Alexandre Dumas, Alfred de Vigny és mások – társaságában rendszeresen látogatta az operaházat, a színházakat. 1827. szeptember 11-én az Odéon Színházban látta Shakespeare Hamletjét, amelyet William Abbot angol társulata játszott. Az előadáson Hamletet Charles Kemble, Ophéliát pedig egy bizonyos Harriet Smithson (1800–1854) alakította. A zeneszerzőt azonnal elbűvölte a szép színésznő, lángoló szerelemre gyulladt iránta. Természetes ezek után, hogy 15-én megnézte a Rómeó és Júliát is, plátói szerelmével a címszerepben, majd 18-án az Othellót, amelyben Desdemonát alakította a hölgy. Többször is megpróbált a nála négy évvel idősebb színésznővel kapcsolatba kerülni, de leveleire nem kapott választ. Ettől függetlenül betegesen féltékeny volt rá, például akkor is, amikor az Párizson kívül vállalt szerepet. Két évig nem találkoztak személyesen, de addig is – mintegy rögeszmeszerűen – őrizte magában a viszonzatlan szerelmet, bár ez a szerelem időről időre haraggá, sőt gyűlöletté változott. Közben – D’Aubré asszony leánynevelő intézetében, ahol gitárórákat adott – megismert egy Marie Moke nevű szép és kiválóan zongorázó lányt, akit Arielének nevezett, és neki szánta  A vihar zongoraszólamát. A lány a pletykáival mindent megtett, hogy elfeledtesse a komponistával az ír színésznőt. Berlioz el is jegyezte Marie-t, de 1832-ben, amikor visszatért Rómából, a lány már rég férjhez ment Camille Pleyel zongoragyároshoz (Marie Moke Pleyel később világhíres zongorista lett). Berlioz bosszút forralt és az öngyilkosság gondolatával is foglalkozott. Amikor azonban megtudta, hogy Miss Smithson Párizsban tartózkodik, koncertjegyet küldött neki, és a nő el is ment a hangversenyre, az átdolgozott Fantasztikus szimfónia előadására. Berlioz szerelme újra fellobbant iránta, és 1833 októberében feleségül vette az akkorra népszerűségéből már jócskán vesztett színésznőt.
A Fantasztikus szimfónia megírásának gondolata, annak túlságosan is romantikus programja, már korábban is foglalkoztatta Berliozt. A szerelmen kívüli másik, és zenei szempontból kétségkívül fontosabb indítéka, Beethoven iránti bámulata volt. Berlioz csodálta Beethoven 6., Pastorale szimfóniáját, amely szintén – ugyan szűkszavú – programmal rendelkezett (Beethoven csak rövid megjegyzéseket fűzött az egyes tételekhez. Sorra: Vidám érzések ébredése a falura érkezéskor. Patakparti jelenet. Vidám paraszti mulatság. Vihar. Pásztorének). Berlioz ennél sokkal hosszabban írta meg saját szöveges programját, ami szerint egy ifjú művész reménytelen szerelmében öngyilkosságot követ el, de az ópiumtól csak látomásai – hol örömteliek, hol szomorúak – lesznek. Azután egy báli forgatagba képzeli bele magát és a lányt. Álombeli csapongásai közben egy mezei jelenetet lát, pásztorok énekelnek, idilli a hangulat. Közben a kedvese is feltűnik, majd távoli égzengés után csend lesz. Most azt álmodja, hogy a vesztőhelyre viszik és kivégzik. Utolsó pillanataiban is a szeretett lányra gondol. Aztán a saját temetésén van jelen, sötét árnyak táncolnak féktelenül a Dies irae témájára, de ő mindig csak a lányt látja.

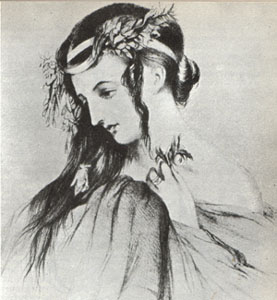
Harriet Smithson Ophéliaként

Berlioz a Fantasztikus szimfóniát 1830 februárjában kezdte írni, de néhány tétele, részlete már korábban kész volt. A 4. tétel indulója például a soha be nem mutatott Vérbírák című operájának része volt (ott a Gárdainduló nevet viselte, és a kéziratos partitúrán olvasható ilyen értelmű beírás). A finálé valószínűleg egy Goethe nyomán készült Faust-darab részeként született (erre a programleírás első kéziratából lehet következtetni). Az első tétel kezdő témáját egy gyermekkori dalból vette, az egész szimfónián átívelő „idée fixe” alaptémája pedig saját Herminie című kantátájából származik. Mindemellett a zárótételben még felhasználta a Dies irae gregorián dallamát is. Ezek után nem csoda, hogy februárra már végzett is a komponálással. Végzett, de nem fejezte be, 1833-ig állandóan javítgatta, még a programszövegnek is tizennégy változata ismert.
A bemutatót 1830. május 20-ára tervezte a Théâtre de Nouveautés-ba, de a harminchárom fős zenekart, amit barátja, Nathan Bloc vezényelt, nem sikerült a kétszeresére bővíteni. A bemutatóra végül december 5-én került sor a Conservatoire-ban. A műsor első részében a Vérbírák nyitánya, részletek a Neuf Mélodies-ból és a Sardanapale hangzott el, ezt követte a Fantasztikus szimfónia. A kilátások nem voltak túl kedvezőek, mert a francia közvéleményt akkor éppen aktuálpolitikai kérdések foglalták le. A júliusi forradalom győzelme után ugyanis az előző király, X. Károly minisztereinek nagy visszhangot kiváltó perére készültek, amire a tervezett hangverseny utáni napokban, december 15-én került sor. Berlioz a bemutatóra meghívta Lajos Fülöp királyt is, aki ugyan nem vett részt a hangversenyen, de 300 frankos honoráriumot küldött a komponistának.
A közönség elismeréssel fogadta a Fantasztikus szimfóniát, különösen a Menet a vesztőhelyre című tételnek volt sikere. A kritika visszafogott dicsérettel fogadta, kifogásokat említettek, Berlioz – akkori füllel hallgatva – újszerű formái és szokatlan hangzása meglepetést keltett, pedig ezek az újítások végső soron „a zene fejlődésében logikus és szükséges újítások” voltak. Csupán egy fiatal német kritikus, Ludwig Börne ismerte fel, hogy jelentős művet hallott. Egy 1830. december 8-án keltezett levélben a következőt írta: „Vasárnap a Conservatoire-ban koncertet hallgattam. Egy Berlioz nevű fiatal zeneszerző … adatta elő a szerzeményét. Romantikus. E franciában egy egész Beethoven rejtőzik, de azért kötnivaló bolond. Nekem nagyon tetszett minden. Érdekes szimfónia ez, öt drámai felvonásban, természetesen csupán hangszeres zene; de hogy az emberek meg is értsék, mint egy operához, cselekményt magyarázó szöveget is nyomatott hozzá. A legkicsapongóbb irónia ez, amilyet soha költő szavakban ki nem fejezett. És istentelen. A zeneszerző saját ifjúsága történetét mondja el. Ópiummal megmérgezi magát, és azt álmodja, hogy megölte szerelmesét, s ezért halálra ítélték. Ott van a saját kivégzésénél. Egy felejthetetlen indulót hall az ember, amilyet még sohasem hallottam. Az utolsó részben a Boszorkányok hegyét ábrázolja, pontosan úgy, mint a Faustban, az egész szinte kézzel tapintható. Szerelmese, aki hozzá méltatlannak bizonyult, szintén megjelenik a Walpurgis-éjszakán, de nem úgy, mint Margit a Faustban, hanem szemtelenül, boszorkányszerűen… A művészetben és irodalomban, éppen úgy, mint a politikában, a szemtelenségnek nagyobb súlya van, mint a szabadságnak. Ezt kell tudni méltányolni, hogy igazságtalanul el ne ítéljük a francia romantikusokat. Sokszor tisztára bolondok és olyan dolgokat írnak, amelyeket a romantikus Németországban sohasem olvasnának el. Majd kialakul ez is. Vissza fognak bukfencezni. Még egyetlen francia sem esett bele a Napba.”
A Fantasztikus szimfóniát a fiatal Liszt Ferenc is megismerte, amikor a bemutató előtti napon meglátogatta Berliozt, később, 1833-ban elkészítette a zongorakivonatát is. Ezt a kivonatot tanulmányozta át és játszotta végig Robert Schumann, ami alapján kis elemzést írt róla, védelmébe véve Berliozt és művét a német közönség előtt. „Az új forma szokatlanságában, az új kifejezésben van oka a szerencsétlen félreértésnek. Semmi sem kelti fel oly könnyen a bosszúságot és ellenkezést, mint egy forma, amely régi nevet visel. Ha valakinek eszébe jutna például valamely 5/4-es ütemben írt darabot indulónak, vagy 12 egymás után következő apró tételt szimfóniának nevezni, az bizonyára előzetes gyanakvást kelt maga ellen. Azonban vizsgáljuk meg mindig, mi van a dolog mögött. Minél különösebb egy mű szemmel láthatólag, annál nagyobb elővigyázatossággal ítélkezzünk fölötte.”

## A zene
„Ott folytattam, ahol Beethoven abbahagyta” – jelentette ki Berlioz a műve kapcsán, és ezzel arra utalt, hogy ő valóban a Beethoven kijelölte úton haladt, olyan szimfóniát írt, amely egységes mű. Ezt az egységet szolgálja egyfelől a zenéhez írt szöveges program, másfelől a darab egészén átívelő, minden tételén más és más formában visszatérő vezérmotívum, ami valóban újdonságnak számít Berlioz művében. Programzenét már korábban is sokan írtak, Vivalditól Beethovenig, de kétségtelen, hogy közvetlen mintaképe Beethoven Pastorale-ja. Innen jött az, hogy a Fantasztikus szimfónia is öttételes lett, hogy a tételek programfeliratot kaptak (noha ezek Beethovennél csak pár szavasak), és a Jelenet a mezőn tétel hangulatában is a Pastorale második tételének (Patak mellett) természetképére ismerünk rá. Ugyanakkor felfedezhető benne az ötödik szimfónia monotematikus szerkesztése is.

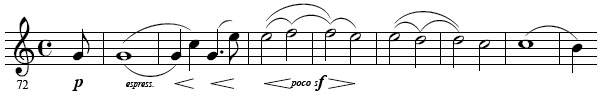
Az „idée fixe” témája

A szimfónia főtémája, a zenei értelemben vett rögeszme, a szeretett nő képe, valójában egy rövidke zenei gondolat. Egy olyan zenei motívum, amely alkalmas arra, hogy a szimfónia minden tételében visszatérjen, és minden alkalommal más és más hangulatot árasszon. Ez a mód valóban újszerű volt, mert míg a klasszikus szimfóniaszerkesztési elvek szerint a téma mindig változatlan formában tér vissza, addig a Fantasztikus szimfóniában nem. Ebben rejlik a mű programzenei lényege: elsősorban nem attól programzene, hogy szöveges programmal rendelkezik, „hanem mert az egész művet meghatározó karakterváltások világos zenei programot rejtenek magukban.”
Az öt tétel szimmetrikus elrendezésű: az első (Álmok, szenvedélyek) és az ötödik tétel (Boszorkányszombat) közötti középső tartópillér a természetfestő harmadik tétel (Jelenet a mezőn). A közbülső, második és negyedik tételek egyetlen képet jelenítenek meg: a második egy báljelenetet, a negyedik pedig a vesztőhelyre vonulást.
Az első tételben (Álmok, szenvedélyek) a 19. század elejének divatos világfájdalom-érzése jelenik meg, és itt mutatkozik be az „idée fixe”, a zenei rögeszme, az imádott nő dallama. A második tétel (Bál) egy keringőtétel, amelybe szintén beleszövődik az ifjú szerelmének dallama, ami majd még az egyre fokozódó ritmusú tánc végén bukkan fel újra egy pillanatra. A harmadik tétel (Jelenet a mezőn) egy természeti képet fest le, amiben kétségkívül felismerhető a Pastorale szimfónia hatása. A vonósok tremoló háttere előtt angolkürt és oboa válaszolgat egymásnak (Berlioz előírása szerint az oboa a színfalak mögül, a „távolból” szólal meg). Az „idée fixe” témája a középső részben tűnik fel, majd egy viharzene következik, ami mennydörgéssel zárul. Az egyik pásztor még belekezd egy dallamba, de már nem érkezik válasz. A negyedik tétel (Menet a vesztőhelyre) indulója kissé zaklatott dinamikával operál: a sötét és fenyegető zene halkulásába hirtelen belevág egy hangos akkord, majd ismét halkulni kezd, és ez ismétlődik a tétel folyamán. A költő szerelme csak a rész végén jut eszébe, ekkor bukkan fel az őt jellemző zenei motívum, hogy ezt is egy hangos ütés (a lesújtó bárd) szakítsa meg. Az ötödik tétel (Boszorkányszombat) a sötétség hangjaival indul, mintha egy baljós hangulatú romantikus opera része lenne. Ebbe az utolsó tételbe szövi bele Berlioz a Dies irae dallamát.
Berlioz zenéje, bár korában – elsősorban hazájában – nem volt nagyon népszerű, zenetörténeti szempontból mégis felbecsülhetetlen fontosságú. Előkészítője volt a szimfonikus költeménynek, a monumentális késő romantikus zenei alkotásoknak. Liszt és Wagner előfutára, és hangszerelői művészete is előremutató. „Ezzel a művel a romantikus szimfónia született meg, a műfaj a szimfonikus költemény felé, a zene a drámai cselekményű programábrázolás felé közeledett. … [Berlioz] Egy csapásra az európai zene egyik legnagyobb forradalmárává lett.”

## Tételek
A tételek ismertetése a Berlioz által írt program szerint történik. A leírás szövegét Berlioz ezzel a mondattal kezdte: „A zeneszerzőnek az volt a célja, hogy egy művész életének különböző jeleneteit ábrázolja, amennyire ezeket zenében ki lehet fejezni.”
1. Álmok, szenvedélyek (Rêveries – Passions). Largo – Allegro e apassionato assai. c-moll/C-dúr

A szerző feltételezi, hogy egy fiatal muzsikus, aki attól a lelki bajtól szenved, amit egy híres író üres szenvedélyeknek nevezett, először pillant meg egy nőt, aki az ideális lénynek mindazt a báját egyesíti magában, amelyről a fiatalember képzelegve álmodott, és eszeveszetten beleszeret. Egyedülállóan különös, hogy a drága képmás soha nem jelenik meg másképp a művész képzeletében, mint egy zenei gondolattal összekapcsolódva, amelynek a karaktere szenvedélyes, de nemes és visszafogott, olyan, mint amilyennek szerelme tárgyát képzeli. Ez az emlékeztető dallam modelljével együtt kettős rögeszmeként követi szüntelenül. Ez az oka, hogy az első Allegrót kezdő dallam folytonosan, a szimfónia valamennyi tételében megjelenik. A szimfónia első tételének „témája” az átmenet e melankolikus álmodozás lelkiállapotából, amelyet a céltalan öröm rohamai szakítanak meg, az őrült szenvedélyig, dühkitörésekkel, féltékenységgel, ellágyulásokkal, könnyekkel, vallásba menekülő vigaszokkal.
2. Bál (Un Bal). Valse. Allegro non troppo. A-dúr

A művészt az élet legkülönbözőbb körülményei között látjuk viszont: itt egy ünnepi forgatag közepében, ahol szintén megjelenik előtte a kedves képmása, és felkavarja a lelkét.

3. Jelenet a mezőn (Scène aux Champs). Adagio. F-dúr

Egy este vidéken találja magát, a távolban két pásztor a „ranz des vaches” (svájci népdal) dallamával beszélget egymással. Ez a pasztorális kettős, a jelenet helyszíne, a fák gyengéd susogása az enyhe szélben és néhány reményteli gondolat, amelyet nem oly régen dédelget, együtt szokatlan nyugalmat ad a szívének, és derűsebb színezetet a gondolatainak. Fellélegzik magányában, azt reméli, csakhamar nem lesz már egyedül… De ha csalódna!… A reménynek és a félelemnek ez a keveréke, ezek a boldogságról szőtt gondolatok, amelyeket néhány sötét sejtelem zavar meg – ezek az Adagio témái. A végén az egyik pásztor újra belekezd a ranz des vaches-ba, de a másik nem felel többé… Távoli mennydörgés… Magány… Csönd…
4. Menet a vesztőhelyre (Marche au Supplice). Allegretto non troppo. g-moll

A művész, miután megbizonyosodott, hogy szerelme viszonzatlan, ópiummal megmérgezi magát. A narkotikum dózisa kevés ahhoz, hogy halált okozzon, de mély álomba süllyed tőle, amit a legrettenetesebb látomások kísérnek. Azt álmodja, hogy megölte azt, akit szeretett, hogy elítélték, a vesztőhelyre vezették, ahol részt vesz a saját kivégzésén. A menetoszlop néha komor és szilaj, máskor meg ragyogó és ünnepélyes induló hangjai mellett közeledik, a súlyos léptek tompa hangját minden átmenet nélkül a legzajosabb kiáltások követik. Az induló végén ismét megjelenik az idée fixe első négy hangja, ezúttal, mint a szerelem utolsó gondolata, amelyet a végzetes csapás félbeszakít. Majd dobpergés, komor gyász, a kivégzést lefújják.
5. Boszorkányszombat (Songe d’une Nuit du Sabbat). Larghetto – Allegro. c-moll/C-dúr

A művész egy boszorkányéjen látja magát, árnyak, boszorkák, mindenfajta szörnyek rettentő csapatának közepette, akik mind az ő temetésére gyűltek össze. Furcsa zajok, sóhajtások, kacagások, távoli kiáltások, amelyekre mintha más kiáltások felelnének. A szeretett dallam újból megjelenik, de elvesztette nemes és félénk jellegét; most már csupán táncnóta, aljas, triviális és groteszk. Íme a szerelem, seprűnyélen táncol. Ő is eljött a boszorkányszombatra… Örömteli ordítozás fogadja érkeztét… A diabolikus orgiába veti magát… Megszólal a lélekharang, majd a Dies irae (a gyászmise utolsó ítéletről szóló szekvenciája gregorián dallama) burleszk-paródiája hangzik föl. Ezután vad erővel tör ki a boszorkányéj táncforgataga. Végül együtt hangzik a boszorkánytánc és a Dies irae.

## Hangszerelés
Berlioz nagy zenekar számára hangszerelte meg szimfóniáját. Olyan hangszerelés ez, amely arról tanúskodik, hogy a komponista kiválóan ismerte az egyes hangszerek és hangszercsoportok fő tulajdonságait, hangszínét, hangulatfestő lehetőségeit. Berlioz a hangszerelés mesterének, a modern zenekari hangzás megteremtőjének számít. Ezért érezzük azt, hogy zongorakivonatban művei elveszítik fényüket, legsajátabb lényegüket.
A zenekarban a vonóskaron kívül közreműködik két fuvola, egy pikoló, két oboa, egy angolkürt, két klarinét, egy Esz-klarinét, négy fagott, négy kürt, két trombita, két kornett, három harsona, egy ophikleid, egy szerpent (rendszerint mindkettőt tubával helyettesítik), két pár üstdob, pergődob, nagydob, cintányérok, C és G hangolású harangok, valamint két hárfa.
A Fantasztikus szimfónia előadása hangversenyeken és hangfelvételeken – a tempóválasztástól függően – 53–57 percnyi időtartamot vesz igénybe.

## Film
Fantasztikus szimfónia címmel 1942-ben fekete-fehér filmet forgattak Franciaországban, Christian-Jaque rendezésében. A filmben Jean-Louis Barrault alakította Berliozt, Lise Delamare pedig Harriet Smithsont. Az egyébként nívós filmalkotás nem aratott sikert Franciaországban, mert úgynevezett „Vichy-filmnek” számított, így alkotói hazaárulóknak számítottak a közvélemény szemében.